# Tiaropsis
Tiaropsis är ett släkte av nässeldjur. Enligt Catalogue of Life ingår Tiaropsis i familjen Tiarannidae, men enligt Dyntaxa är tillhörigheten istället familjen Tiaropsidae.
Kladogram enligt Catalogue of Life och Dyntaxa:
| Tiaropsis | \| \| Tiaropsis gordoni \| \| \| \| \| \| Tiaropsis multicirrata \| \| \| \| |
|           | \| \| Tiaropsis gordoni \| \| \| \| \| \| Tiaropsis multicirrata \| \| \| \| |
|           | Chromatonema                                                                 |
|           |                                                                              |
|           | Krampella                                                                    |
|           |                                                                              |
|           | Margalefia                                                                   |
|           |                                                                              |
|           | Modeeria                                                                     |
|           |                                                                              |
|           | Stegolaria                                                                   |
|           |                                                                              |
|           | Stegopoma                                                                    |
|           |                                                                              |
|           | Tiaranna                                                                     |
|           |                                                                              |
|           | Tiaropsis gordoni                                                            |
|           |                                                                              |
|           | Tiaropsis multicirrata                                                       |
|           |                                                                              |

|  | Tiaropsis gordoni      |
|  |                        |
|  | Tiaropsis multicirrata |
|  |                        |